# Ester Herlitz
Ester Herlitz (hebr.: אסתר הרליץ, ang.: Esther Herlitz, ur. 9 października 1921 w Berlinie, zm. 24 marca 2016) – izraelska nauczycielka, dyplomata i polityk, w latach 1966–1971 ambasador w Danii, w latach 1974–1977 oraz 1979–1981 poseł do Knesetu z listy Koalicji Pracy.

## Życiorys
Urodziła się 9 października 1921 w Berlinie. Do Palestyny wyemigrowała wraz z rodziną w 1933.
W Jerozolimie ukończyła szkołę średnią, seminarium nauczycielskie oraz szkołę służby zagranicznej. Od 1948 pracowała w Ministerstwie Spraw Zagranicznych. W latach 1955–1958 była konsulem w Nowym Jorku, a w latach 1966–1971 ambasadorem w Danii.
W wyborach parlamentarnych w 1973 po raz pierwszy dostała się do izraelskiego parlamentu. W wyborach w 1977 nie zdobyła mandatu, ale w skład dziewiątego Knesetu weszła 14 sierpnia 1979 po śmierci Jehoszuy Rabinowica.
Zmarła 24 marca 2016.